# Борин, Иван Андрианович
Ива́н Андриа́нович Бо́рин (1908—1966) — советский военнослужащий. Участник Великой Отечественной войны. Герой Советского Союза (1945). Гвардии старший сержант.

## Биография
Иван Андрианович Борин родился 25 января 1908 году в деревне Подверниха Инсарского уезда Пензенской губернии (ныне — в Старошайговском районе Республики Мордовия) в крестьянской семье. Русский. Получил начальное образование. До призыва на военную службу работал в колхозе.
В ряды Рабоче-крестьянской Красной Армии И. А. Борин призван Старошайговским районным военкоматом Мордовской АССР 25 декабря 1941 года. Окончил школу младших командиров. В боях с немецко-фашистскими захватчиками младший сержант И. А. Борин с августа 1942 года на Западном фронте в составе пушечной батареи 6-го гвардейского отдельного конно-артиллерийского дивизиона 7-й гвардейской кавалерийской дивизии 1-го гвардейского кавалерийского корпуса 16-й армии. В одном из первых боёв при отражении немецкого наступления в Колосово 14 августа 1942 года Иван Андрианович проявил высокое воинское мастерство и подлинный героизм. Враг бросил против двух батарей дивизиона два батальона пехоты при поддержке танков. Орудие, где был наводчиком  И. А. Борин было выдвинуто на открытую позицию и открыл ураганный огонь по бронетехнике противника и его огневым точкам. Благодаря слаженной работе и стойкости расчёт Борина способствовал отражению трёх яростных контратак неприятеля, уничтожив 2 немецких средних танка, 12 станковых пулемётов и свыше взвода пехоты.
В феврале 1943 года  Иван Андрианович в составе 7-го гвардейского кавалерийского полка 2-й гвардейской кавалерийской дивизии 1-го гвардейского кавалерийского корпуса сражался в Третьей битве за Харьков. 1-й гвардейский кавалерийский корпус в составе 6-й армии Воронежского фронта отражал контрудар немецко-фашистских войск под Харьковом, закрепившись на рубеже реки Северский Донец. Эскадроны 7-го гвардейского кавалерийского полка у села Старый Салтов 21 марта 1943 года были атакованы крупными силами вражеской пехоты численностью до двух батальонов при поддержке 6 танков и самоходных артиллерийских установок. Замаскировав своё орудие в кустах, гвардии сержант И. А. Борин вёл точный огонь по противнику прямой наводкой, уничтожив при отражении семи вражеских контратак 2 тяжёлых танка, 1 САУ, 6 миномётов, 4 станковых и 3 ручных пулемёта, 6 автомашин и 9 повозок с боеприпасами и около 50 солдат и офицеров вермахта, чем способствовал удержанию занимаемых кавалеристами рубежей. Летом 1943 года Иван Андрианович участвовал в Донбасской операции на Юго-Западном фронте.
Во второй половине сентября 1-й гвардейский кавалерийский корпус был вновь подчинён Воронежскому фронту (с 20 октября 1943 года — 1-й Украинский фронт). Гвардии сержант И. А. Борин в составе своего подразделения принимал участие в Битве за Днепр и в боях за плацдарм на правом берегу реки. 7 октября 1943 года части 2-го гвардейского кавалерийского корпуса переправились через Днепр у села Окуниново, а 9 октября его 7-я гвардейская кавалерийская дивизия форсировала реку Тетерев и захватила село Затонск. 10 октября 1943 года корпус силами 2-й и 7-й гвардейских кавалерийских дивизий расширил захваченный плацдарм до 7 километров в глубину. Немцы бросили против кавалеристов части 7-й и 8-й танковых дивизий. В ожесточённых боях под Затонском гвардии сержант И. А. Борин, ведя бой в исключительно сложных условиях в лесисто-болотистой местности, подбил два немецких танка «Пантера», сжёг бронетранспортёр, уничтожил 4 миномёта, 3 станковых и шесть ручных пулемётов, 1 75-миллиметровую пушку и 40 солдат. 8 ноября 1943 года в бою за село Калиновка Иван Андрианович способствовал отражению вражеской контратаки. Подпустив немецкие танки на близкое расстояние, он с первого выстрела подбил головной средний танк, заставив остальные отступить. Затем, ведя ураганный огонь по немецкой пехоте, уничтожил до 50 вражеских солдат и офицеров. Кампанию 1943 года гвардии сержант И. А. Борин завершил участием в освобождении Житомира. В уличных боях за город его расчёт сжёг один средний танк и 3 машины с боеприпасами, уничтожил 4 пулемётные точки и истребил свыше 20 солдат противника.
Зимой — весной 1944 года Иван Андрианович в составе своего подразделения принимал участие в освобождении Правобережной Украины (Ровно-Луцкая операция). Памятным для него был бой за станцию Червоноармейск. Вражеский бронепоезд, стоявший на станции, вёл ураганный огонь по наступающим советским частям. 45-миллиметровая пушка не могла причинить серьёзного вреда вражеской технике, но это не остановило гвардии сержанта Борина. С огромным риском для жизни он выдвинул своё орудие на открытую позицию и метким выстрелом отбил ствол пушки бронепоезда, чем заставил вражескую машину поспешно ретироваться с поля боя. На станции расчёт Борина также уничтожил 1 САУ, 2 37-миллиметровые пушки, два тягача с боеприпасами и 20 неприятельских солдат. 29 февраля 1944 года в бою за населённый пункт Гнидава на левом берегу реки Стырь Иван Андрианович продемонстрировал «исключительные образцы самоотверженности, отваги и мужества», уничтожив один средний танк, 3 станковых и два ручных пулемёта и свыше 20 солдат неприятеля.
Следующим этапом боевого пути И. А. Борина стала Львовско-Сандомирская операция, в ходе которой его расчёт отличился при ликвидации немецкой группировки, окружённой под Бродами. Противник, пытаясь вырваться из котла, предпринимал отчаянные контратаки. 19 июля 1944 года группа немецких солдат сумела обойти позицию орудия Борина и окружить её, но артиллеристы открыли по противнику ураганный огонь и рассеяли вражеских автоматчиков. Иван Андрианович был ранен, но продолжал командовать орудием. Отражая попытку прорыва на своём участке, он со своим расчётом уничтожил 1 танк, 3 тягача с тяжёлыми артиллерийскими орудиями, 3 машины и 12 повозок с боеприпасами и военным имуществом. Потери противника в живой силе составили 20 человек. Ещё 5 немецких солдат сдались в плен. В конце августа 1944 года в восточных районах Чехословакии началось антифашистское восстание. Пытаясь оказать содействие восставшим, советское командование в кратчайшие сроки спланировало и провело Карпатско-Дуклинскую операцию. Гвардии сержант И. А. Борин в составе одного из эскадронов 7-го гвардейского кавалерийского полка принимал участие в рейде частей корпуса по тылам противника. В бою за словацкое село Поляны (район Требишов) его расчёт действовал геройски. В условиях горно-лесистой местности под яростным артиллерийским и миномётным огнём противника Иван Андрианович со своими бойцами подбил 1 САУ, уничтожил 3 75-миллиметровые пушки, 4 81-миллиметровых миномёта, истребил до 25 солдат противника, чем способствовал выполнению боевой задачи эскадроном. За отличие в боях И. А. Борин был произведён в гвардии старшие сержанты.
Новый 1945 год начался проведением широкомасштабной Висло-Одерской операцией, в рамках которой Красная Армия осуществила ряд фронтовых операций. В ходе Сандомирско-Силезской операции 1-го Украинского фронта в бою за городок Эренфорст в Верхней Силезии 24 января 1945 года огнём орудия гвардии старший сержант И. А. Борин уничтожил 4 станковых и 2 ручных пулемёта, автомашину и до 20 немецких солдат и офицеров. 31 января 1945 года, быстро переправив орудие через Одер, старший сержант Борин уничтожил 4 огневые точки противника, препятствовавшие продвижению эскадрона. В бою за удержание плацдарма в районе населённого пункта Бергкирх, когда был ранен наводчик, Иван Андрианович сам встал к орудию. В ожесточённой схватке расчёт Борина отразил четыре контратаки противника, уничтожив 4 станковых и 6 ручных пулемётов и свыше 20 солдат вермахта. В феврале — марте 1945 года гвардии сержант И. А. Борин участвовал в Нижнесилезской операции 1-го Украинского фронта. Особо отличился в Берлинской операции.
16 апреля 1945 года войска Красной Армии перешли в наступление на Берлин. В ходе операции гвардии старший сержант И. А. Борин действовал непосредственно в боевых порядках эскадронов, огнём 57-миллиметрового орудия обеспечивая продвижение вперёд своего полка. 21 апреля 1945 года в бою за город Ортранд Иван Андрианович на подступах к населённому пункту подавил огонь двух станковых пулемётов противника, обеспечив взятие кавалеристами населённого пункта. В уличных боях в самом городе его расчёт уничтожил паровоз, 4 автомашины и одну повозку с боеприпасами и подавил 6 огневых точек противника, истребив до 20 немецких солдат. 24 апреля 1945 года при форсировании реки Эльбы в районе населённого пункта Кляйнцадель (Kleinzadel) в 5 километрах к северо-западу от города Майсен Иван Андрианович выкатил своё орудие на кромку восточного берега и вёл прицельный огонь по огневым средствам врага на западном берегу реки, обеспечив переправу штурмовой группы. Гвардии старший сержант Борин первым в своей батарее переправил орудие на захваченный плацдарм. Во время боёв за его удержание он уничтожил 5 пулемётных точек, 7 автомашин с горючим и до 20 вражеских солдат.
Войну Иван Андрианович закончил на территории Чехословакии в ходе Пражской операции.
За образцовое выполнение боевых заданий командования на фронте борьбы с немецкими захватчиками и проявленные при этом отвагу и геройство указом Президиума Верховного Совета СССР от 27 июня 1945 года гвардии старшему сержанту Борину Ивану Андриановичу было присвоено звание Героя Советского Союза с вручением ордена Ленина и медали «Золотая Звезда» за номером 2861.
После окончания войны И. А. Борин вернулся в родное село. Работал в колхозе «Путь Ленина». После выхода на пенсию по состоянию здоровья переехал в Саранск, жил на Посопе. Скончался 22 января 1966 года. Похоронен в Саранске.

## Награды
- Медаль «Золотая Звезда» (27.06.1945).
- Орден Ленина (27.06.1945).
- Орден Отечественной войны 1-й степени (18.05.1945).
- Славы 3-й степени (29.03.1944).
- Орден Красной Звезды (06.05.1945).
- Медали, в том числе:

медаль «За отвагу» (13.02.1944).

## Память
- Мемориальная доска в честь Героя Советского Союза И. А. Борина установлена на Посопе в Саранске на месте, где раньше находился его дом.
- В память о Герое Советского Союза И. А. Борине Иркутская улица и Иркутский переулок в Саранске переименованы в улицу имени И. А. Борина.

## Документы
- Общедоступный электронный банк документов «Подвиг Народа в Великой Отечественной войне 1941—1945 гг.» Архивировано 13 марта 2012 года. № в базе данных 150003924. Архивировано 16 мая 2013 года., 46806713. Архивировано 16 мая 2013 года., 46807511. Архивировано 16 мая 2013 года., 40805784. Архивировано 16 мая 2013 года., 21255238. Архивировано 16 мая 2013 года., 43947692. Архивировано 16 мая 2013 года., 21095694. Архивировано 16 мая 2013 года.